# The Way Back (2010)
The Way Back is een dramafilm uit 2010 over een groep gevangenen die is ontsnapt uit een Siberische Goelag tijdens de Tweede Wereldoorlog. De film is geregisseerd door Peter Weir en het scenario is ook geschreven door Weir en Keith Clarke. De film is geïnspireerd op het boek The Long Walk (1955), door Slawomir Rawicz een Poolse krijgsgevangene die ontkwam uit een Sovjet Goelag. De acteurs zijn Jim Sturgess als Janusz, Colin Farrell als Valka, Ed Harris als Mr. Smith, Saoirse Ronan als Irena, met Alexandru Potocean als Tomasz, Sebastian Urzendowsky als Kazik, Gustaf Skarsgård als Voss, Dragoş Bucur als Zoran en Mark Strong als Khabarov. De film is genomineerd voor de Oscar voor beste grime.

## Verhaal
Een aantal gevangenen weet tijdens de Tweede Wereldoorlog te ontsnappen uit een strafkamp in Siberië en begint aan een lange tocht naar de vrijheid. Deze tocht vol ontberingen voert hen van het koude Siberië via de Gobiwoestijn naar de Himalaya en India en zal zo'n 6400 kilometer bedragen.

## Rolverdeling
- Jim Sturgess als Janusz Wieszczek, een jonge Poolse gevangene.
- Colin Farrell als Valka, een gevaarlijke Russische gevangene.
- Ed Harris als Mr. Smith, een Amerikaanse gevangene.
- Saoirse Ronan als Irena Zielińska, een Pools tienermeisje dat de groep gevangenen tegenkomt aan een meer.
- Mark Strong als Khabarov
- Dragoş Bucur als Zoran, Een Joegoslavische gevangene die een boekhouder was.
- Gustaf Skarsgård als Voss, een Letse gevangene.
- Alexandru Potocean als Tomasz, een artiest.